# George A. Crocker

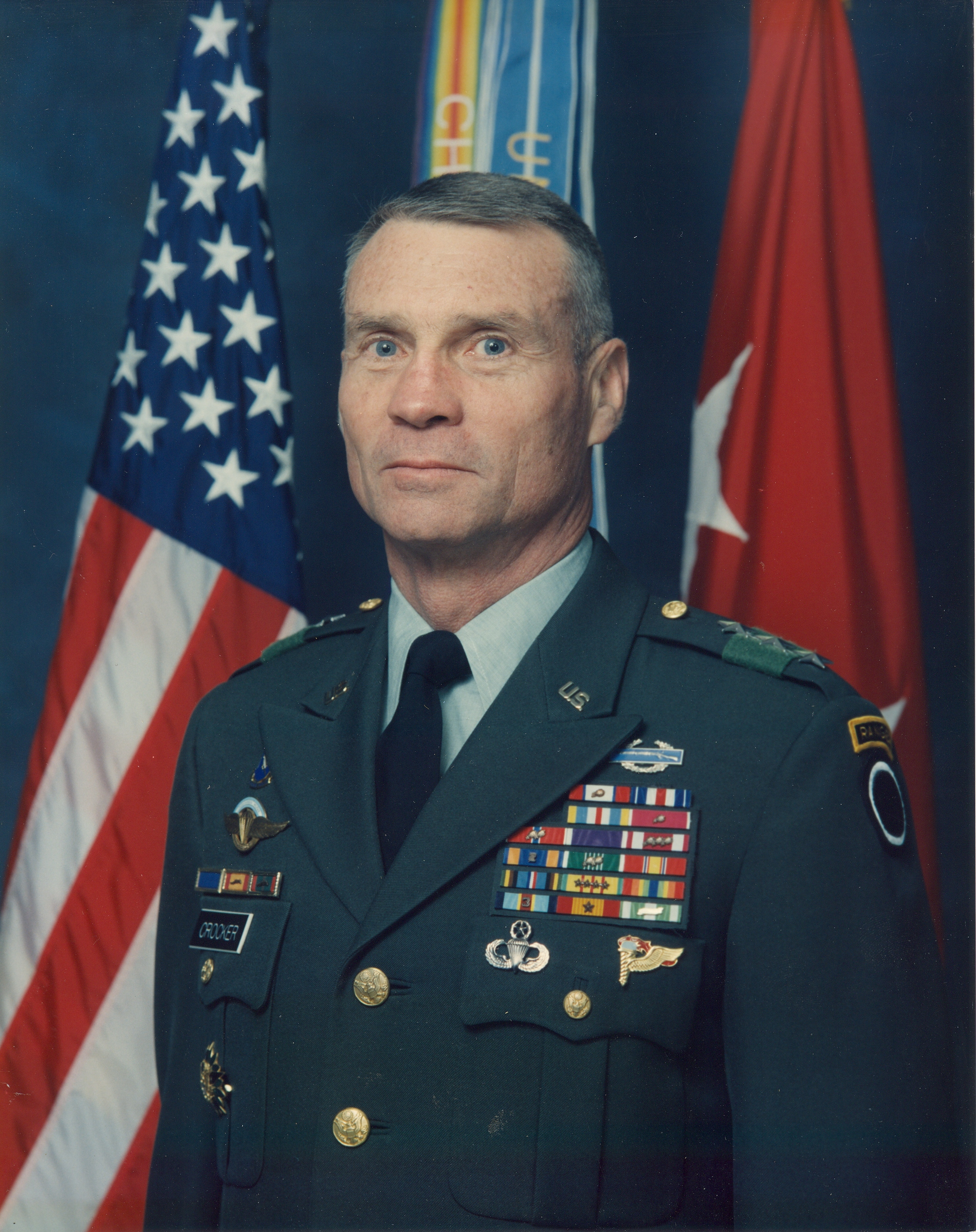
George A. Crocker (2006)

George Allen Crocker (* 4. Februar 1943) ist ein pensionierter Generalleutnant der United States Army. Er kommandierte unter anderem die 82. US-Luftlandedivision und das I. Corps.
Crocker absolvierte die High-School und studierte ein Jahr lang an der University of Arkansas. In den Jahren 1962 bis 1966 durchlief er die United States Military Academy in West Point. Nach seiner Graduation wurde er als Leutnant der Infanterie zugeteilt. In der Armee durchlief er anschließend alle Offiziersränge bis zum Generalleutnant.
Im Lauf seiner militärischen Karriere absolvierte Crocker verschiedene Kurse und Schulungen. Dazu gehörten unter anderem die Ranger School, der Infantry Advanced Course, das Command and General Staff College, das United States Army War College und der Capstone Flag Officer Course. Außerdem erhielt er einen akademischen Grad von der Duke University. Er wurde auch als Fallschirmspringer ausgebildet.
George Crocker wurde zwei Mal im Vietnamkrieg eingesetzt. Dabei war er zunächst Zugführer und bei seiner zweiten Mission Militärberater für vietnamesische Einheiten. Dabei wurde er durch eine Kugel verwundet. Im weiteren Verlauf seiner Karriere war er unter anderem in Panama und Deutschland stationiert. Zwischenzeitlich war er Stabsoffizier im Pentagon und Mitglied des Lehrkörpers der Militärakademie in West Point. Er war insgesamt fünf Mal bei der 82. Luftlandedivision in verschiedenen Funktionen tätig. Er war dort Kompaniechef, Bataillonskommandeur, Brigadekommandeur, Stabsoffizier und schließlich Divisionskommandeur. Dabei war er unter anderem Bataillonskommandeur während der US-Invasion in Grenada. Im Oktober 1987 wurde er als Oberst Kommandeur der 1. Brigade der 82. Luftlandedivision.
Im Jahr 1991 erreichte Crocker mit seiner Beförderung zum Brigadegeneral die Generalsränge. Gleichzeitig erhielt er das Kommando über den Großverband Special Operations Command Pacific. Danach wurde er Befehlshaber der amerikanischen Truppen in Panama. Am 10. März 1995 übernahm George Crocker, inzwischen im Rang eines Generalmajors, das Oberkommando über die 82. Luftlandedivision. In dieser Funktion löste er William M. Steele ab. Er behielt sein Kommando bis zum 27. November 1996 als Joseph K. Kellogg, Jr. dieses Amt übernahm. Es folgte seine Beförderung zum Generalleutnant, die mit dem Kommando über das I. Corps in Fort Lewis im Bundesstaat Washington verbunden war. Vom 6. Dezember 1996 bis zum 30. September 1999 hatte Crocker dieses Kommando inne. Im Jahr 1998 leitete Crocker einen Militärprozess gegen Generalmajor David Hale, dem ungebührliches Verhalten in mehreren Fällen vorgeworfen wurde. Nach Hales Teilgeständnis endete der Fall mit dessen Degradierung zum Brigadegeneral. Nachdem Crocker sein Kommando über das I. Corps an James T. Hill übergeben hatte, ging er in den Ruhestand. 
Nach seiner Militärzeit war George Crocker für verschiedene Unternehmen tätig. Im Jahr 2002 leitete er ein Expertenteam, das sich um den Aufbau der afghanischen Streitkräfte kümmerte. In den Jahren 2003 und 2004 war er Manager eines Ausbildungsprogramm für die irakische Armee. Später wurde er einer der Direktoren der Firma Northrop Grumman. Crocker ist mit Vonda Jones verheiratet, mit der er drei Kinder hat. 

## Orden und Auszeichnungen
George Crocker erhielt im Lauf seiner militärischen Laufbahn unter anderem folgende Auszeichnungen:
- Army Distinguished Service Medal
- Silver Star
- Legion of Merit
- Bronze Star Medal
- Meritorious Service Medal
- Air Medal